# Ferdinand Joseph Fonseca
Ferdinand Joseph Fonseca (* 2. Dezember 1925 in Bombay; † 2. Oktober 2015 in Bandra) war ein indischer römisch-katholischer Geistlicher und Weihbischof in Bombay.

## Leben
Ferdinand Joseph Fonseca besuchte die St. Joseph’s High School in Umerkhadi und studierte ab 1942 auf einen Bachelor of Arts am St. Xavier’s College in Bombay. 1946 erwarb er einen Abschluss mit Auszeichnung und trat in das Priesterseminar in Parel ein. Nach seinem Theologie- und Philosophiestudium empfing er am 5. Dezember 1954 die Priesterweihe für das Erzbistum  Bombay. Anschließend absolvierte er ein Studium der Erziehungswissenschaften und war als Assistenzpfarrer an den Pfarren St Francis Xavier (Vile Parle), Sacred Heart (Santa Cruz), Our Lady of Victories (Mahim) und Our Lady of Glory (Byculla) tätig. Zudem engagierte er sich in zahlreiche Ehrenämtern. Nach einem Studium der Spiritualität an der Päpstlichen Universität Gregoriana in Rom und der Loyola University Chicago wurde er 1972 Rektor des St. Pius X. College in Goregaon.
Papst Johannes Paul II. ernannte ihn am 28. März 1980 zum Weihbischof in Bombay und Titularbischof von Aquae in Mauretania. Der Erzbischof von Bombay, Simon Ignatius Pimenta, spendete ihm am 29. Juni desselben Jahres die Bischofsweihe; Mitkonsekratoren waren Gilbert Blaize Rego, Bischof von Simla und Chandigarh, und Dominic Joseph Abreo, Bischof von Aurangabad.
Am 2. Dezember 2000 nahm Johannes Paul II. seinen altersbedingten Rücktritt an.